# Wladimir Urumow
Wladimir Urumow (bulgarisch Владимир Урумов; * 28. August 1990) ist ein bulgarischer Gewichtheber.

## Karriere
Urumow war 2007 Jugend- und Junioren-Europameister. Bei seinen ersten Europameisterschaften der Aktiven gewann er 2008 die Bronzemedaille in der Klasse bis 56 kg. 2009 wechselte er in die Klasse bis 62 kg und wurde bei den Europameisterschaften Achter im Reißen, im Stoßen hatte er jedoch keinen gültigen Versuch. Bei den Europameisterschaften 2010 erreichte er den siebten Platz. 2012 wurde Urumow bei den Europameisterschaften Fünfter. Bei den Weltmeisterschaften 2014 erreichte er den siebten Platz. 2015 wurde er allerdings bei einer Trainingskontrolle kurz vor den Europameisterschaften wie auch zehn weitere Mitglieder der bulgarischen Nationalmannschaft positiv auf Stanozolol getestet und für neun Monate gesperrt.